# Егремонт (Массачусетс)
Егремонт (англ. Egremont) — місто (англ. town) в США, в окрузі Беркшир штату Массачусетс. Населення — 1372 особи (2020).

## Демографія
Згідно з переписом 2010 року, у місті мешкало 1225 осіб у 563 домогосподарствах у складі 347 родин. Було 921 помешкання
Расовий склад населення:
| - 96,9 % — білих - 0,6 % — чорних або афроамериканців - 0,6 % — азіатів - 0,1 % — вихідців з тихоокеанських островів - 0,1 % — корінних американців |

До двох чи більше рас належало 1,2 %. Частка іспаномовних становила 2,4 % від усіх жителів.
За віковим діапазоном населення розподілялося таким чином: 15,0 % — особи молодші 18 років, 59,5 % — особи у віці 18—64 років, 25,5 % — особи у віці 65 років та старші. Медіана віку мешканця становила 53,5 року. На 100 осіб жіночої статі у місті припадало 89,3 чоловіків;  на 100 жінок у віці від 18 років та старших — 88,9 чоловіків також старших 18 років.
Середній дохід на одне домашнє господарство  становив 96 697 доларів США (медіана — 61 927), а середній дохід на одну сім'ю — 124 783 долари (медіана — 72 500). Медіана доходів становила 50 395 доларів для чоловіків та 40 000 доларів для жінок. За межею бідності перебувало 4,3 % осіб, у тому числі 2,4 % дітей у віці до 18 років та 1,3 % осіб у віці 65 років та старших.
Цивільне працевлаштоване населення становило 714 осіб. Основні галузі зайнятості: освіта, охорона здоров'я та соціальна допомога — 25,9 %, роздрібна торгівля — 12,3 %, науковці, спеціалісти, менеджери — 11,1 %.